# Here She Comes Now
„Here She Comes Now“ je v celkovém pořadí čtvrtá skladba z druhého alba skupiny The Velvet Underground s názvem White Light/White Heat. Jde o poslední skladbu na první straně původní LP desky. Autorem textu skladby je Lou Reed a hudbu napsal Reed společně se Sterlingem Morrisonem a Johnem Calem.

## Vydání
Poprvé skladba vyšla v listopadu 1967 na B-straně singlu, na jehož A-straně byla skladba „White Light/White Heat“. V lednu 1968 vyšla na albu White Light/White Heat. V albové verzi také vyšla na kompilacích Andy Warhol's Velvet Underground featuring Nico (1971), What Goes On (1993), Rock and Roll: An Introduction to The Velvet Underground (2001), The Very Best of the Velvet Underground (2003) a The Velvet Underground Playlist Plus (2008). V roce 1995 vyšla skladba na kompilaci Peel Slowly and See (1995) jako demonahrávka a rovněž jako klasická verze.

## Cover verze
Skladbu předělala například skupina Nirvana, jejíž verze se objevila na tribute albu Heaven & Hell: A Tribute to The Velvet Underground z roku 1990 v roce 1994 vyšla znovu na albu Fifteen Minutes: A Tribute to The Velvet Underground). Stejná skupina ji rovněž vydala na společném singlu se skupinou Melvins, kteří zde nahrály píseň Venus in Furs. Singl vyšel v roce 1991 pod názvem „Here She Comes Now“ / „Venus in Furs“. Skupina Nirvana ji rovněž vydala na své kompilaci Outcesticide.
Britská skupina Cabaret Voltaire skladbu předělala na svém prvním EP s jednoduchým názvem Extended Play v roce 1978. Japonská skupina 800 Cherries ji předělala na svém albu Romantico z roku 1999. Skupina Galaxie 500 svou verzi této skladby vydala jako bonusovou skladbu na reedici svého alba This Is Our Music.

## Obsazení

### Demo, 1967
- Lou Reed – zpěv, rytmická kytara
- Sterling Morrison – sólová kytara
- John Cale – viola

### Studiová nahrávka, 1967
- Lou Reed – zpěv, rytmická kytara
- John Cale – viola, basová kytara, klavír
- Sterling Morrison – sólová kytara
- Maureen Tucker – perkuse